# Мартін Галлквіст
Мартін Ларс Вільгельм Алексіс Халлквіст (швед. Martin Hallqvist, нар. 17 листопада 1939, Швеція) — шведський дипломат.

## Біографія
Народився 17 листопада 1939 року. Магістр мистецтв.
З 1962 по 1963 — співробітник посольства Швеції в Москві (СРСР).
З 1963 по 1969 — 3-й секретар МЗС Швеції в Стокгольмі.
З 1969 по 1974 — аташе з питань інформації і преси посольства Швеції в Токіо (Японія).
З 1974 по 1975 — співробітник пресслужби МЗС Швеції в Стокгольмі.
З 1975 по 1979 — аташе з питань преси генерального консульства Швеції в Нью-Йорці (США).
З 1979 по 1986 — радник з питань преси посольства Швеції у Гельсінки (Фінляндія).
З 1989 по 1991 — радник МЗС Швеції в Стокгольмі.
З 1991 по 1992 — в.о. завідувача відділу країн СНД і Східної Європи Політичного управління МЗС Швеції.
З 1992 по 1996 — Надзвичайний і Повноважний Посол Швеції у Києві (Україна).